# Karl Arnold (politicus)

Arnold op een postzegel

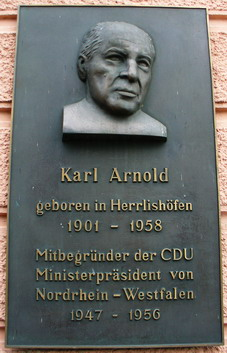
Gedenkplaat in Herrlishöfen

Karl Arnold (Herrlishöfen, 21 maart 1901 - Düsseldorf, 29 juni 1958) was een Duits politicus namens de CDU en een van haar voorgangers: de Deutsche Zentrumspartei.
Arnold was een christensocialist en werkte vanaf 1920 bij de christelijke vakbond. In 1924 werd hij secretaris van het district Düsseldorf van de christelijke vakbond. Na de machtsovername door de nazi's was hij vanaf 1933 mede-eigenaar van een installatiebedrijf in Düsseldorf. Hij werd door de Gestapo gevolgd en uiteindelijk in 1944 ook gevangengezet.
Na de oorlog was Arnold een van de oprichters van de CDU en van de vakbond DGB. Van 1947 tot 1956 was hij minister-president van Noordrijn-Westfalen. Hij was van 1949 tot 1950 de eerste voorzitter van de Bondsraad en daarmee waarnemend staatshoofd, totdat Theodor Heuss tot eerste Bondspresident van Duitsland verkozen werd.
Arnold was van 1946 tot zijn dood lid van de Landdag van Noordrijn-Westfalen en vanaf 1957 tot zijn dood lid van de Bondsdag. Zijn zoon Gottfried was van 1961 tot 1983 eveneens lid van de Bondsdag.
- Gemeinsame Normdatei: 118650394
- International Standard Name Identifier: 0000 0000 8139 6828
- Library of Congress Control Number: n81009788
- Nationale Bibliotheek van Israël: 987007271753305171
- Nederlandse Thesaurus van Auteursnamen: 134584686
- SNAC: w6f24n1c
- Système universitaire de documentation: 083991042
- Virtual International Authority File: 59877899
- WorldCat: E39PBJk4CfBGj4RgcdRxxcDpfq